# Glaphyridae
Glaphyridae — невелика родина жуків надродини скарабеоїдні, що налічує до 200 видів, що мешкають переважно в Голарктичній області. В Україні відомі 2 види.

## Опис
Середнього розміру чи великі жуки, часто яскраво забарвлені, з металічними кольорами та контрастними перепасками, вкриті густими волосками. Тіло видовжене, схожі на хрущів, хоча багато мають більш вузьке та загострене на кінці тіло. Голова вужча за передньоспинку, з виразними мандибулами, що виступають за межі верхньої губи. Антени невеликі, булавоподібні, з 9-10 члеників, булава 3-членикова. Нижньощелепні полапки з 4-5 сегментів, губні — 4-членикові.
Передньоспинка майже квадратна, опукла, без вдавлень, горбків чи рогів, але зазвичай щільно покрапкована та вкрита волосками. Щиток маленький, трикутний чи U-подібний. Ноги відносно товсті та довгі. Тазики передніх ніг конічні чи поперечні, середніх і задніх — поперечні. Задні стегна часто сильно потовщені, передні гомілки з зубцями. Лапки 5-членикові, кігтики однакової довжини, гладенькі, з зубцем при основі.
Надкрила видовжені, зазвичай з закругленими плечима та окремо закругленими верхівками. Пігідій та пропігідій не прикриті надкрилами. Крила завжди добре розвинені. Черевце з 6-ма вільними стернітами, зазвичай з 8 парами дихалець.
Личинки С-подібні, сегментовані, блідо-жовті чи кремові, із сильно склеротизованою головою. Вічка іноді наявні, антени 4-членикові, на 3-му членику - маленькі чутливі ямки. Ноги міцні, але без стридуляційного органу, завжди з кігтиками.

## Спосіб життя
Активні вдень, добре літають, є важливими запилювачами квіткових рослин, зокрема маків і анемон.
Личинки розвиваються в ґрунті, часто в піщаних ґрунтах поблизу узбережжя. Личинки виду Lichnanthe vulpina на сході США можуть пошкоджувати культуру суниць.

## Таксономія
Родина складається з 2 підродин:
- Lichniinae Burmeister, 1844 — один рід Lichnanthe Burmeister, 1844 з 9 видами, поширеними в Північній Америці
- Glaphyrinae MacLeay, 1819 — 7 родів